# Iberodorcadion seoanei
Iberodorcadion seoanei es una especie de escarabajo longicornio de la subfamilia Lamiinae. Fue descrita científicamente por Graëlls en 1858.
Se distribuye por España. Mide 12-16 milímetros de longitud. El período de vuelo ocurre en los meses de abril, mayo, junio y julio.